# Hymenomima differens
Hymenomima differens là một loài bướm đêm trong họ Geometridae.